# شاخه فروکشککی عصب صافن

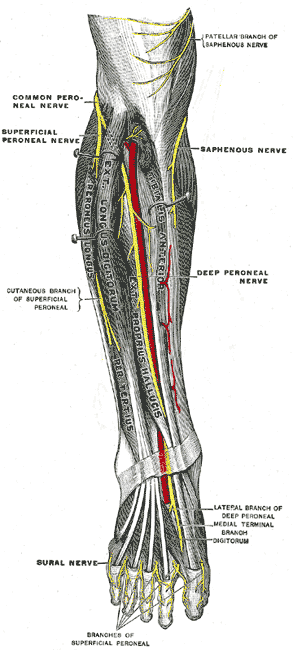
شاخه فروکشککی عصب صافن

شاخه فروکشککی، شاخه پایین کشککی یا اینفراپاتلر عصب صافنوس عصبی از اندام تحتانی است.
عصب صافنوس، واقع در وسط ران، شاخه ای می‌دهد که به شبکه ساب سارتوریال، شبکه عصبی موجود در زیر عضله خیاطه می‌پیوندد.
این شاخه سارتوریوس و فاسیا لاتا را سوراخ می‌کند و در جلوی کشکک روی پوست پخش می‌شود.
این عصب در بالای زانو با شاخه‌های پوستی قدامی عصب رانی، در زیر زانو با سایر شاخه‌های عصب صافنوس؛ و در قسمت جانبی مفصل، با شاخه‌های پوستی جانبی عصب رانی، ارتباط برقرار می‌کند و یک شبکه عصبی تورینه‌ای شکل به نام شبکه عصبی پتلا یا کشکک زانو ایجاد می‌کند، شاخه زیر پاتلا گاهی کوچک است و با پیوستن به شاخه‌های پوستی قدامی عصب رانی، که جایگاه آن را در تأمین عصب‌دهی جلوی زانو می‌گیرد، به پایان می‌رسد.